# Prasinocyma dilucida
Prasinocyma dilucida är en fjärilsart som beskrevs av Walker 1861. Prasinocyma dilucida ingår i släktet Prasinocyma och familjen mätare. Inga underarter finns listade i Catalogue of Life.